# Óscar Larios
Pour les articles homonymes, voir Larios.
Óscar Larios est un boxeur mexicain né le 1er novembre 1976 à Zapopan.

## Carrière
Il devient champion du monde des poids super-coqs WBC en battant par arrêt de l'arbitre dès la première reprise Willie Jorrin le 1er novembre 2002. Larios conserve sa ceinture 7 fois puis est détrôné par son compatriote Israel Vázquez le 3 décembre 2005.
Battu lors du combat suivant par Manny Pacquiao, il décide de monter de catégorie et remporte en 2008 la ceinture de champion du monde des poids plumes WBC laissée vacante par Jorge Linares. Il domine aux points le boxeur japonais Takahiro Aoh le 13 août 2008 mais ce dernier remporte le combat revanche de nouveau aux points le 12 mars 2009.